# Stadion Giulești-Valentin Stănescu
Stadion Giulești-Valentin Stănescu (rum. Stadionul Giulești-Valentin Stănescu) – był macierzystym stadionem klubu FC Rapid Bukareszt. Posiadał kategorię II UEFA. Inauguracja stadionu odbyła się 10 czerwca 1939 roku. Pojemność stadionu wynosiła 19 100 miejsc. Obiekt wyposażony był w oświetlenie o natężeniu 1400 luksów. W 2018 roku został zamknięty, a w 2019 roku wyburzony i w jego miejscu powstał nowy obiekt.

## Galeria

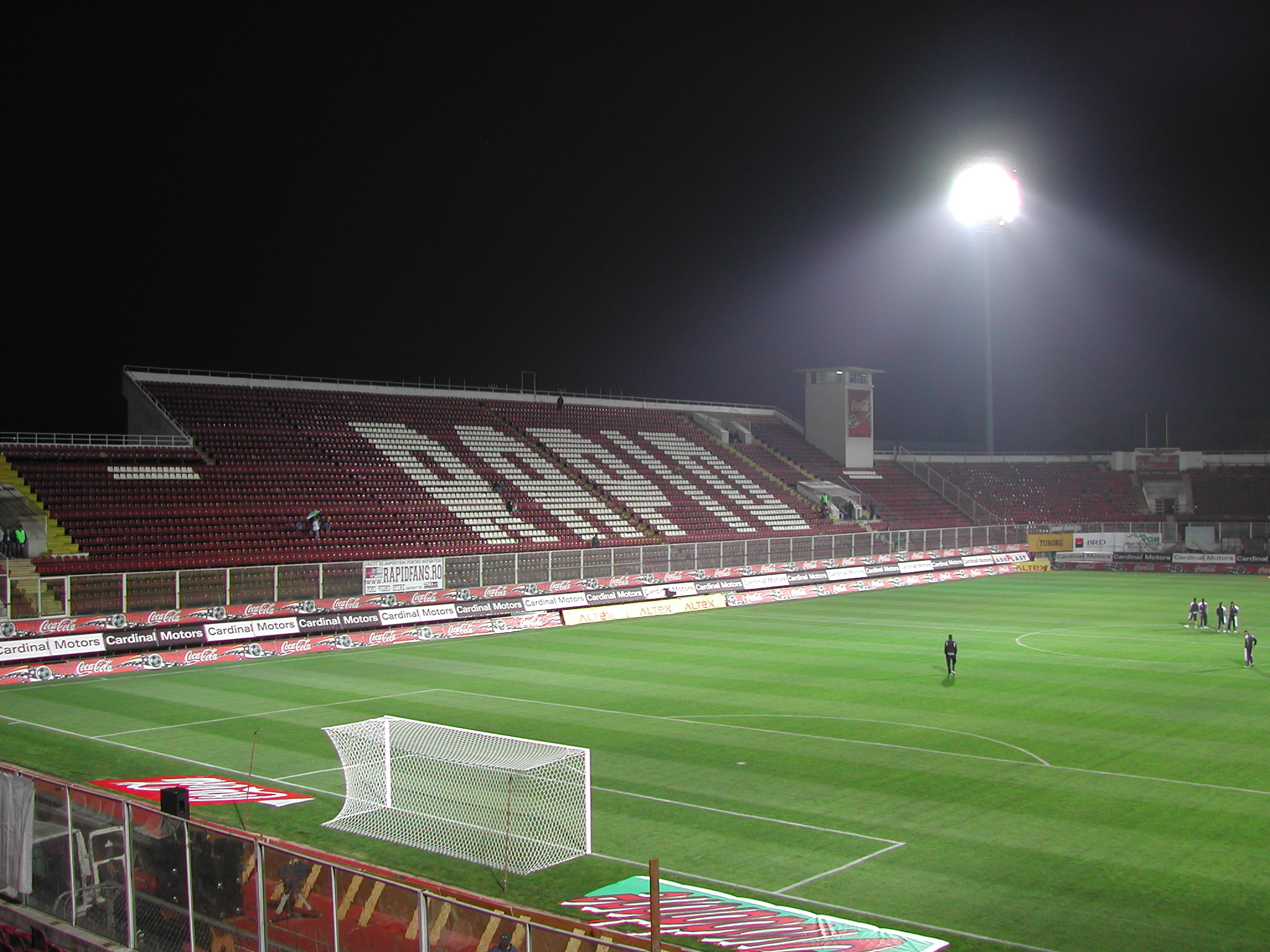
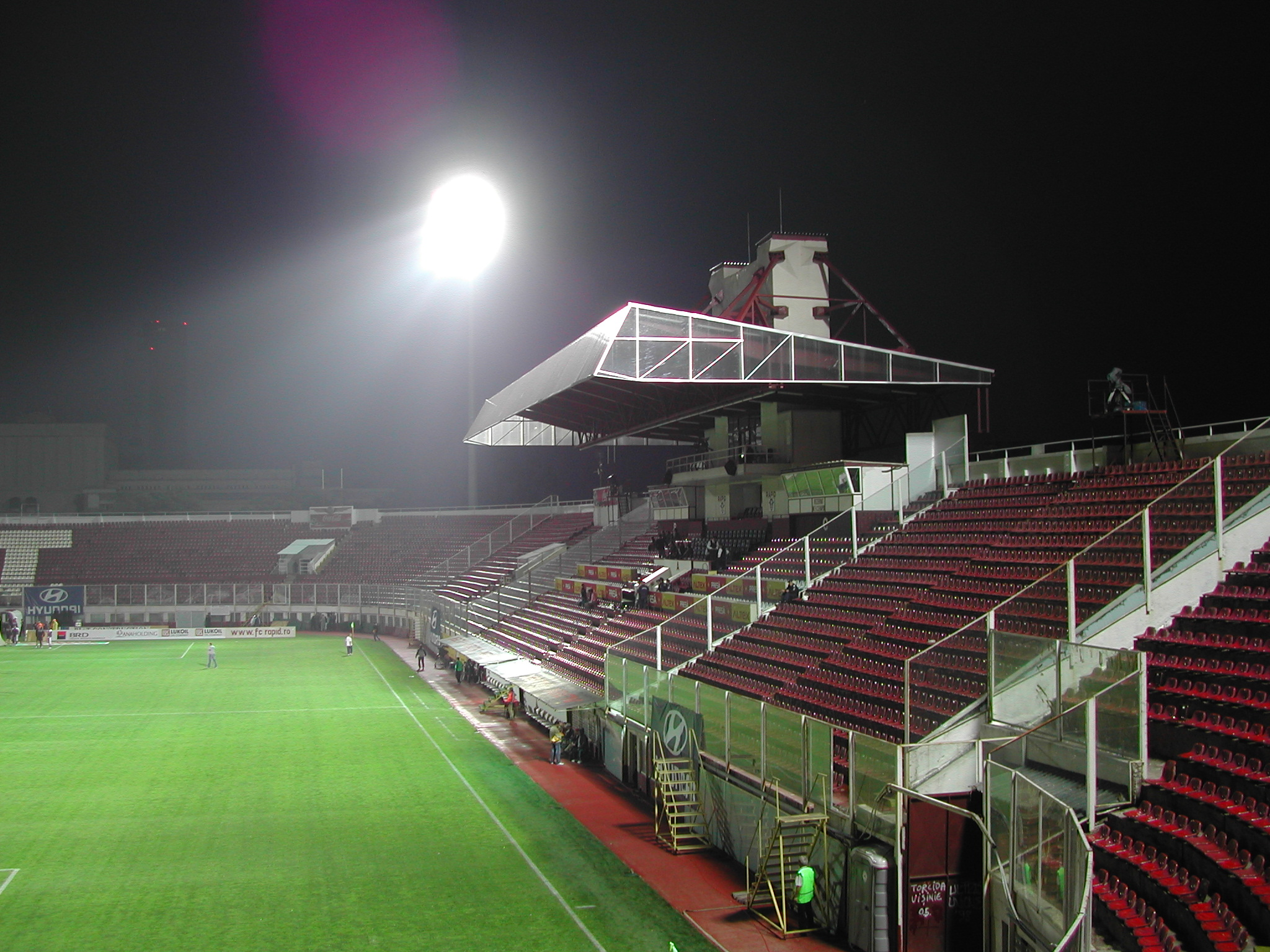
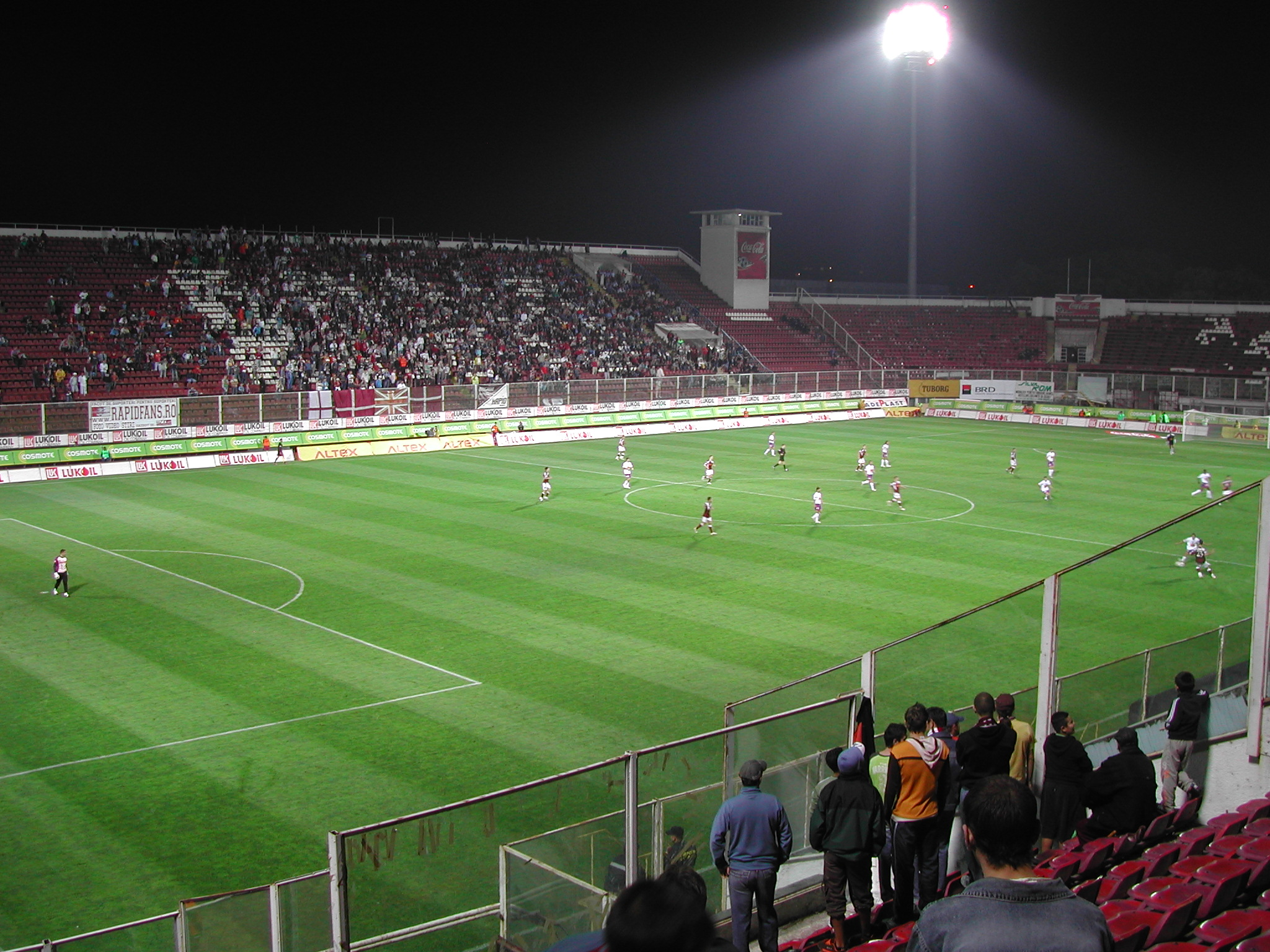